# Estação do Cais do Sodré
Estação do Cais do Sodré – stacja kolejowa w Lizbonie, w Portugalii. Została otwarta w dniu 4 września 1895. Od 7 listopada 2012 budynek dworca jest obiektem zabytkowym.

## Charakterystyka

### Lokalizacja
Stacja znajduje się w pobliżu placu Praça Duque de Terceira, w Lizbonie.

### Infrastruktura
Stacja posiada 6 torów o długości 287-298; perony mają 206-220 metrów długości wszystkie 110 centymetrów wysokości.

### Usługi
Stacja jest jednym z najbardziej ruchliwych punktów przesiadkowych miasta, co wynika z faktu połączenia Linha de Cascais z systemami transportowymi:
- Metro w Lizbonie (stacja Cais do Sodré, Linia Verde)
- Transtejo (Estação Fluvial do Cais do Sodré), promy rzeczne do Cacilhas, Seixal i Montijo.
- Carris, autobusy i tramwaje obejmujące praktycznie całą Lizbonę w różnych strefach, które gwarantują kursy przez 24 h  we wszystkie dni tygodni.

Znajduje się w centrum Lizbony, 10 minut (pieszo) od Praça do Comércio.

## Historia

### Inauguracja
Linha de Cascais została otwarta 6 grudnia 1890, łącząc Cascais z Alcântara-Mar; 4 września 1895, została przedłużona do Cais do Sodré.

### Wiek XX
W 1902 roku, Companhia Real dos Caminhos de Ferro Portugueses podjęła się budowy kilku zadaszeń dla pasażerów.
Przez wiele lat zegar zainstalowany w pobliżu Cais do Sodre. wyznaczał prawidłowy czas dla Portugalii, pierwszy został umieszczony w 1914 roku. Został on zastąpiony w 2001 roku przez zegar cyfrowy, a oryginalny został przeniesiony do  Gare Marítima da Rocha do Conde de Óbidos, w Alcântara.
W 1926 roku, w związku z modernizacją linii do Cascais, zaprojektowano nową stację, jednak prace rozpoczęto ze względu na obecność różnych budynków gminy Lizbony i wyznaczenie miejsca rok później. Nowy dworzec został zaprojektowany przez Pardal Monteiro. 15 sierpnia 1926 Linha de Cascais została zelektryfikowana.
28 maja 1963, wewnętrzna osłona dworca, zbudowana pod koniec lat 50., zawaliła się na perony, w wyniku czego śmierć poniosło 49 osób i około 40 innych zostało rannych. W ciągu pierwszych lat XXI wieku, stacja została rozbudowana i zbudowano nowe perony według projektu Pedro Botelho i Nuno Teotónio Pereira.

## Transport miejski
Autobusy i tramwaje Carris:

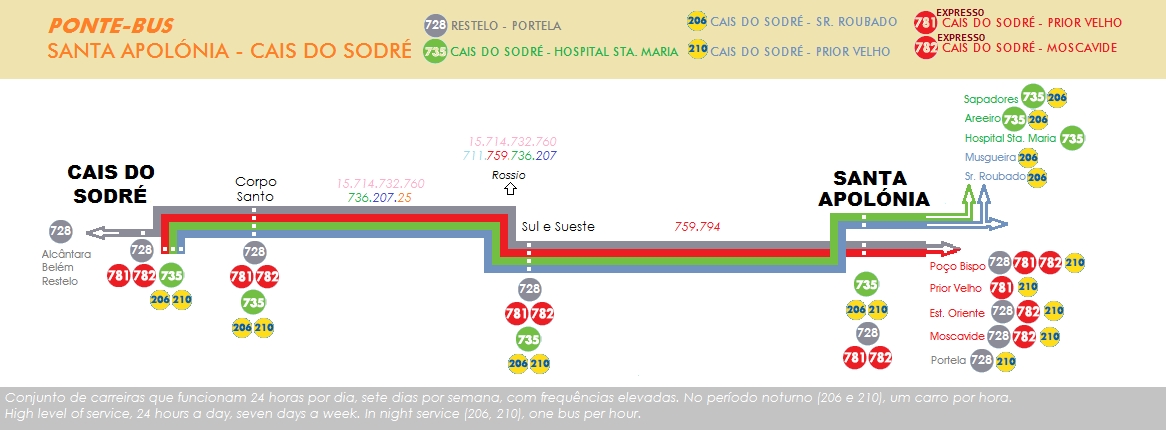
Ponte-Bus Santa Apolónia ⇄ Cais do Sodré

- 15 Praça da Figueira ⇄ Algés, przez Junqueira
- 18 Cais do Sodré ⇄ Ajuda (Cemitério), przez Alto de Santo Amaro
- 91 AEROBUS Cais do Sodré ⇄ Aeroporto, przez Saldanha
- 201 Cais do Sodré ⇄ Linda-a-Velha, przez Junqueira
- 202 Cais do Sodré ⇄ Linda-a-Velha, przez Sete Rios i Damaia
- 205 Cais do Sodré ⇄ Bairro Padre Cruz, przez Marquês de Pombal
- 206 Cais do Sodré ⇄ Senhor Roubado, przez Sapadores
- 207 Cais do Sodré ⇄ Fetais, przez Campo Grande
- 208 Cais do Sodré ⇄ Oriente, przez Olaias i Aeroporto
- 210 Cais do Sodré ⇄ Prior Velho, przez Poço do Bispo
- 706 Santa Apolónia ⇄ Cais do Sodré, przez Gomes Freire
- 728 Restelo ⇄ Portela, przez Cais do Sodré
- 732 Marquês de Pombal ⇄ Caselas, przez Entrecampos i Ajuda
- 735 Cais do Sodré ⇄ Hospital de Santa Maria, przez Sapadores
- 736 Cais do Sodré ⇄ Odivelas, przez Saldanha
- 758 Cais do Sodré ⇄ Portas de Benfica, przez Sete Rios
- 760 Gomes Freire ⇄ Ajuda (Cemitério), przez Alto de Santo Amaro i Restelo
- 781 EXPRESSO Cais do Sodré ⇄ Prior Velho, przez Olivais
- 782 EXPRESSO Cais do Sodré ⇄ Moscavide, przez Cabo Ruivo

Metro w Lizbonie:
- Cais do Sodré ⇄ Telheiras przez Rossio i Campo Grande

 Pociągi CP Urbanos de Lisboa obsługiwane z tej stacji:
- Cais do Sodré
- Santos
- Alcântara-Mar
- Belém

## Linie kolejowe
- Linha de Cascais – linia podmiejska